# Чапаево (Первомайский район)
Чапа́ево (до 1948 года Бота́ш; укр. Чапаєве, крымскотат. Botaş, Боташ) — село в Первомайском районе Республики Крым, входит в состав Кормовского сельского поселения (согласно административно-территориальному делению Украины — Кормовского сельского совета Автономной Республики Крым).

## Население
| 2001 | 2014 |
| ---- | ---- |
| 83   | ↘45  |

### Динамика численности
| - 1806 год — 91 чел. - 1864 год — 114 чел. - 1889 год — 84 чел. - 1892 год — 64 чел. - 1900 год — 60 чел. - 1915 год — 28/45 чел. | - 1926 год — 65 чел. - 1989 год — 166 чел. - 2001 год — 83 чел. - 2009 год — 55 чел. - 2014 год — 45 чел. |

## Современное состояние
На 2016 год в Чапаево числится 2 улицы — Кирова и Урожайная; на 2009 год, по данным сельсовета, село занимало площадь 25 гектаров, на которой в 25 дворах проживало 55 человек.

## География
Чапаево — небольшой посёлок на крайнем юго-западе района, в степном Крыму, высота центра села над уровнем моря — 73 м. Ближайшие населённые пункты — райцентр Кормовое в 0,5 км на юг и Сусанино в 5 км на восток. Расстояние до райцентра около 42 километров (по шоссе), ближайшая железнодорожная станция — Евпатория — примерно 43 километра. Транспортное сообщение осуществляется по региональной автодороге 35Н-399 от шоссе Кормовое — Степное (по украинской классификации — С-0-11014).

## История
Первое упоминание деревни Буташ встречается в «Книге путешествий» Эвлии Челеби под 1667 годом
Эти поселения обустроены ханскими знаменосцами. Дома здесь крыты дёрном, но стены их выложены из камня. Здесь всего три больших ивы. … И здесь тоже топят навозом, но за гостем ухаживают хорошо. Угощают щедро, разумеется, кониной, похлёбкой ляхсе, талканом и куртом, а также сладкой, как мёд, бузой, которая называется тарма и максума
Селение встречается в Камеральном Описании Крыма… 1784 года, судя по которому, в последний период Крымского ханства Боташ входил в Каракуртский кадылык Бахчисарайского каймаканства. После присоединения Крыма к России (8) 19 апреля 1783 года, (8) 19 февраля 1784 года, именным указом Екатерины II сенату, на территории бывшего Крымского ханства была образована Таврическая область и деревня была приписана к Евпаторийскому уезду. После павловских реформ, с 1796 по 1802 год входила в Акмечетский уезд Новороссийской губернии. К тому же периоду относится ордер графа Платона Зубова правителю Таврической области от 12 июля 1795 года, о выделении подполковнику Дмитрию Мазгани 500 десятин земли при деревне Баташ. По новому административному делению, после создания 8 (20) октября 1802 года Таврической губернии, Боташ был включён в состав Урчукской волости Евпаторийского уезда.
По Ведомости о волостях и селениях, в Евпаторийском уезде с показанием числа дворов и душ… от 19 апреля 1806 года в деревне Боташ числилось 12 дворов и 91 житель, исключительно крымских татар. На военно-топографической карте генерал-майора Мухина 1817 года деревня Боташ обозначена с 12 дворами. После реформы волостного деления 1829 года деревня, согласно «Ведомости о казённых волостях Таврической губернии 1829 года» осталась в составе Урчукской волости. На карте 1836 года в деревне 14 дворов. Затем, видимо, в результате эмиграции крымских татар, деревня заметно опустела и на карте 1842 года Боташ обозначен условным знаком «малая деревня», то есть, менее 5 дворов.
В 1860-х годах, после земской реформы Александра II, деревню приписали к Абузларской волости. Согласно «Памятной книжке Таврической губернии за 1867 год», деревня была покинута жителями в 1860—1864 годах, в результате эмиграции крымских татар, особенно массовой после Крымской войны 1853—1856 годов, в Турцию и вновь заселена татарами В «Списке населённых мест Таврической губернии по сведениям 1864 года», составленном по результатам VIII ревизии 1864 года, Боташ — владельческая татарская деревня, с 11 дворами и 114 жителями и мечетью при колодцах (на трехверстовой карте 1865—1876 года в деревне Боташ 15 дворов). В «Памятной книге Таврической губернии 1889 года», по результатам Х ревизии 1887 года, в деревне Боташ числилось 12 дворов и 84 жителя. Согласно «…Памятной книжке Таврической губернии на 1892 год», в деревне Боташ, входившей в Биюк-Кабанский участок, числилось 64 жителя в 10 домохозяйствах.
Земская реформа 1890-х годов в Евпаторийском уезде прошла после 1892 года, в результате Боташ приписали к Коджанбакской волости.
По «…Памятной книжке Таврической губернии на 1900 год» в деревне числилось 60 жителей в 14 дворах. По Статистическому справочнику Таврической губернии. Ч.II-я. Статистический очерк, выпуск пятый Евпаторийский уезд, 1915 год, на хуторе Боташ Коджамбакской волости Евпаторийского уезда числилось 1 двор с татарским населением в количестве 28 человек приписных жителей и 45 — «посторонних», из которых 45 мужчин и 28 женщин. При хуторе числилось 3878 десятин удобной земли. В хозяйстве имелось 190 лошадей, 143 вола, 30 коров и 1400 голов мелкого скота.
После установления в Крыму Советской власти, по постановлению Крымревкома от 8 января 1921 года № 206 «Об изменении административных границ» была упразднена волостная система и село вошло в состав Евпаторийского района Евпаторийского уезда, а в 1922 году уезды получили название округов. 11 октября 1923 года, согласно постановлению ВЦИК, в административное деление Крымской АССР были внесены изменения, в результате которых округа были отменены и произошло укрупнение районов — территорию округа включили в Евпаторийский район. Согласно Списку населённых пунктов Крымской АССР по Всесоюзной переписи 17 декабря 1926 года, в селе Боташ и на одноимённом хуторе, Эски-Али-Кечского сельсовета Евпаторийского района, числилось 14 дворов, все крестьянские, население составляло 65 человек, из них 42 татарина, 18 русских и 5 немцев. Постановлением ВЦИК РСФСР от 30 октября 1930 года был создан Фрайдорфский еврейский национальный район (переименованный указом Президиума Верховного Совета РСФСР № 621/6 от 14 декабря 1944 года в Новосёловский) (по другим данным 15 сентября 1931 года) и Боташ включили в его состав.
В 1944 году, после освобождения Крыма от фашистов, согласно Постановлению ГКО № 5859 от 11 мая 1944 года, 18 мая крымские татары были депортированы в Среднюю Азию. С 25 июня 1946 года Боташ в составе Крымской области РСФСР. Указом Президиума Верховного Совета РСФСР от 18 мая 1948 года, Боташ переименовали в Чапаево. 26 апреля 1954 года Крымская область была передана из состава РСФСР в состав УССР. Время включения в Кормовский сельсовет пока не установлено: на 15 июня 1960 года село уже числилось в его составе. Указом Президиума Верховного Совета УССР «Об укрупнении сельских районов Крымской области», от 30 декабря 1962 года был упразднён Первомайский район и село присоединили к Красногвардейскому. 8 декабря 1966 года был восстановлен Первомайский район и село вернули в его состав.
25 июля 1953 года Новоселовский район был упразднен и село включили в состав Первомайского. По данным переписи 1989 года в селе проживало 166 человек. С 12 февраля 1991 года село в восстановленной Крымской АССР, 26 февраля 1992 года переименованной в Автономную Республику Крым. Решением Верховного Совета АРК от 25 декабря 2013 года посёлку Чапаево присвоен статус села. С 21 марта 2014 года — аннексировано Россией.
12 мая 2016 года парламент Украины, не признающий российскую аннексию, принял постановление о переименовании села в Боташ (укр. Боташ), в соответствии с законами о декоммунизации, однако данное решение не вступает в силу до «возвращения Крыма под общую юрисдикцию Украины».